# 鐵沙鈴

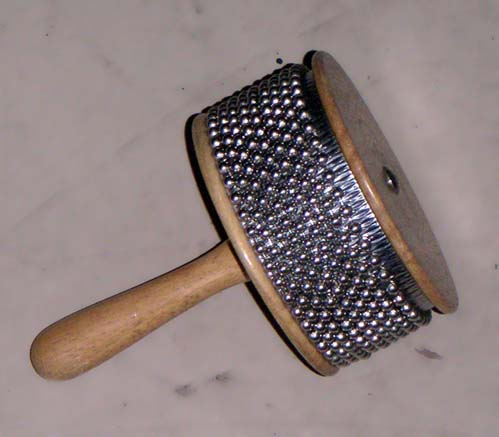
現時常見鐵沙鈴

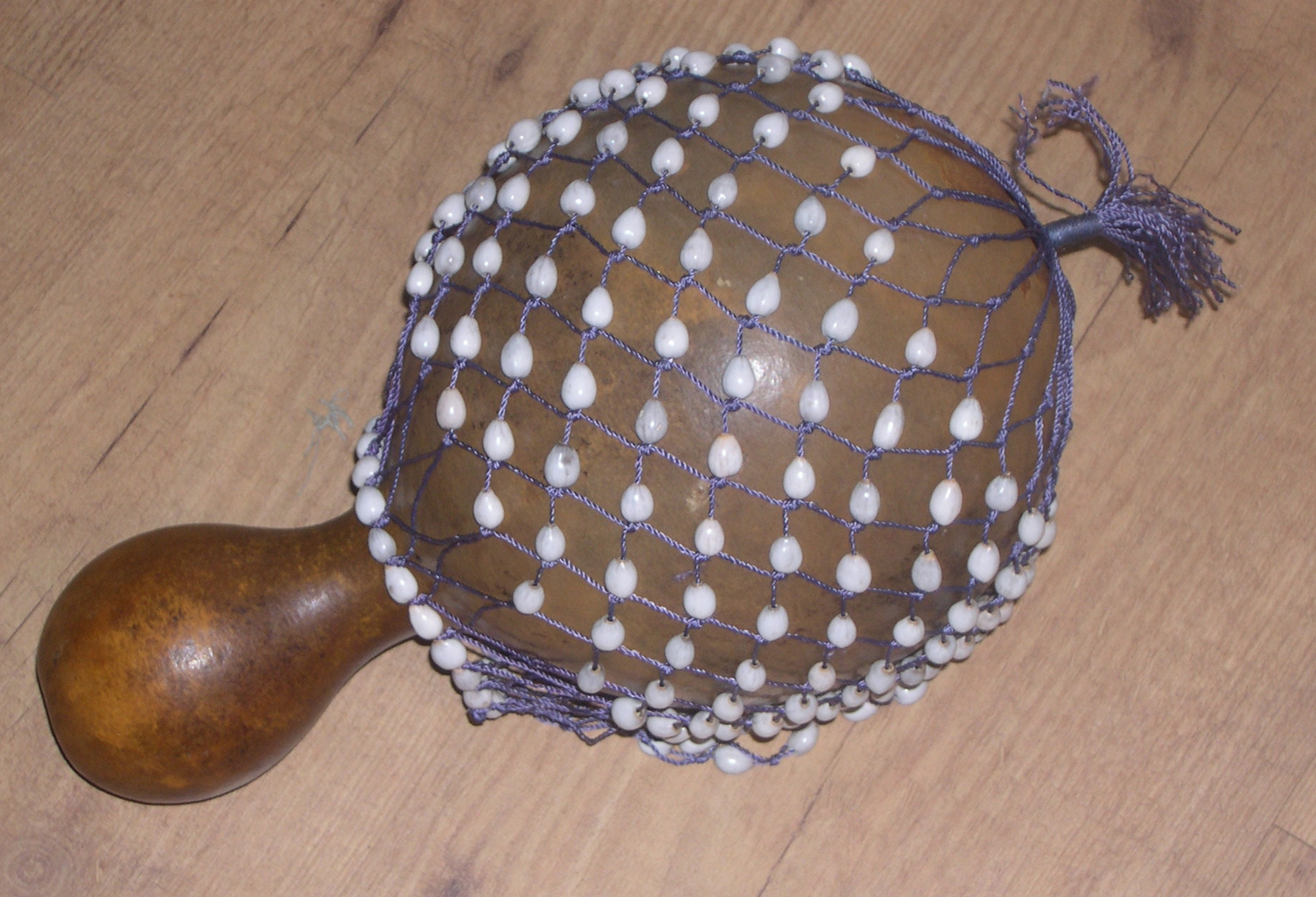
和鐵沙鈴非常近似的非洲樂器椰鈴

鐵沙鈴（葡萄牙語：cabasa 或 cabaça），或可稱為卡巴沙、卡巴沙鈴、串珠鈴或珠鈴，日本用漢字表示則為「瓢箪」，是一種敲擊樂器，屬於體鳴樂器，沿自南美洲。然而，它亦有可能是源於非洲的一種原始樂器椰鈴（shekere），當地人把曬乾的果實，如葫蘆、黃瓜等，在外圍包上一層以珠織成的網，透過搖動或拍打珠網而發聲。

## 外形
現代的鐵沙鈴主要由兩個部份所組成。上端為一圓柱體。外圍鑲有凹凸坑紋的金屬片，外圍再配以十多條的金屬珠鏈。下端多為木製手柄。
另外亦有一種變種鐵沙鈴，是透過回彈式腳踏去控制，在腳踏邊裝有刮片來刮動珠鍊發聲。德國樂器生產商Roland Meinl Percussion 便有製造這種腳踏式鐵沙鈴。

## 演奏方法
鐵沙鈴主要有三種演奏方法：
1. 一手持手柄，另一手的手掌貼近金屬珠練上，利用轉動手柄來扭動樂器，珠練與圓柱外圍的凹凸坑紋摩擦以發出密集的「嚓嚓」聲響，是最常用的方法。
2. 只用一手持手柄，透過把樂器上下擺動，令各珠練及（或）凹凸坑紋互相擦撞而產生聲響，原理和沙槌一樣。
3. 還有一種較少用的，是透過不持手柄的手，直接拍打珠鏈以造出敲打的聲音，但音量非常細。

由於演奏時無可避免會製造出少量的短倚音（Acciaccatura），因此樂譜上所標示的一個音符，其實已包含了數個急促而短小的快速音符。基本上要做到絕對譜值是近乎不可能的。勉強的方法是先把珠鍊按壓在柱體，再透過熟練的手勢去減弱短倚音，但出來的聲響則變得悶實，失去了樂器的獨特聲響。

## 用途
作為拉丁敲擊樂器一種，鐵沙鈴多用於在拉丁爵士音樂上，特別是巴薩諾瓦音樂。流行音樂亦會使用鐵沙鈴作為節奏伴奏樂器。
現代管絃樂作品間中亦會用上鐵沙鈴，但著名的數量不多。

## 其他用途
鐵沙鈴是音樂治療或物理治療中常用的樂器之一，患者只須透過微量的手部運動，便能令樂器發出聲響，藉此訓練患者的手部活動能力及觸覺感官。